# Chris Kluwe
Chrishopher James Kluwe (Filadelfia, 24 dicembre 1981) è un ex giocatore di football americano statunitense che ha giocato nel ruolo di punter nella NFL.

## Biografia
Nel gennaio 2014, nell'articolo I Was An NFL Player Until I Was Fired By Two Cowards And A Bigot (Ero un atleta della Nfl fino a che non sono stato mandato via da due codardi e da un intollerante), dichiarò di essere stato licenziato dai Minnesota Vikings per aver sostenuto pubblicamente il l'associazione per i diritti LGBT Minnesotans for Marriage Equality nella campagna politica in favore del matrimonio tra persone dello stesso sesso del 2013 ed accusò l'allenatore Leslie Frazier, che gli aveva intimato di non occuparsi di politica e religione, di essere omofobo e bigotto.
Il 18 febbraio 2025 è stato arrestato per avere definito il MAGA corrotto e nazista.

## Carriera
Dopo aver giocato con l'UCLA, divenne free agent non essendo stato scelto al draft NFL 2005. Firmò quindi un contratto biennale con i Seattle Seahawks del valore di 580.000 dollari, ma venne svincolato prima dell'inizio della stagione regolare.

### Minnesota Vikings
Venne preso dagli svincolati, e firmò un contratto triennale del valore di 1,017 milioni di dollari. Chiuse la sua prima stagione al secondo posto nella NFC e al 6º in tutta la NFL, calciando ben 71 punt. Il 25 ottobre 2007 firmò un contratto di sette anni del valore di 8,375 milioni di dollari di cui 1,7 milioni di bonus alla firma. 
Il 6 maggio 2013 venne svincolato.

### Oakland Raiders
Il 17 maggio 2013, Kluwe firmò un contratto annuale del valore di 840.000 dollari con i Raiders. Il 1º settembre venne svincolato.

## Palmarès

### Individuale
- Giocatore degli special team della NFC del mese: 1

settembre 2005
- Giocatore degli special team della NFC della settimana: 1

9ª settimana del 2010
- PFWA All-Rookie Team - 2005

## Statistiche
| Partite totali                | 127    |
| Partite da titolare           | 0      |
| Punt fatti                    | 623    |
| Yard su punt                  | 27.683 |
| Punt nelle 20 yard avversarie | 198    |

Statistiche aggiornate alla stagione 2012